# Craseonycteris thonglongyai
Il pipistrello calabrone o pipistrello farfalla (Craseonycteris thonglongyai Hill, 1975) è l'unica specie vivente della famiglia Craseonycteridae e del genere Craseonycteris (Hill, 1974), endemico della Thailandia e di Myanmar.

## Etimologia
Il termine generico deriva dalla combinazione delle due parole greche κρασις-, miscuglio e -νυχτερίς, pipistrello, con allusione alla combinazione di caratteri riscontrati in questa forma. L'epiteto specifico invece rende omaggio allo zoologo thailandese Kitti Thonglongya, scomparso prematuramente nel 1974.

## Descrizione

### Dimensioni
Pipistrello di piccole dimensioni, con la lunghezza della testa e del corpo tra 29 e 33 mm, la lunghezza dell'avambraccio tra 22 e 26 mm, la lunghezza del piede tra 5,9 e 6,8 mm, la lunghezza delle orecchie tra 9 e 12 mm e un peso fino a 3,2 g. Si tratta, insieme al mustiolo etrusco, del mammifero vivente più piccolo al mondo.

### Caratteristiche craniche e dentarie
Il cranio è delicato e presenta una scatola cranica rigonfia e globulare, la regione post-orbitale è relativamente stretta, le arcate zigomatiche sono poco pronunciate. Sono assenti processi post-orbitali o creste sopra-orbitali, mentre la cresta sagittale è presente in entrambi i sessi. Il palato è corto e largo. Le bolle timpaniche sono grandi. Le ossa pre-mascellari sono in semplice contatto con le parti adiacenti. Gli incisivi superiori sono relativamente grandi, mentre i canini hanno una piccola cuspide basale. Il terzo molare superiore è leggermente ridotto.
Sono caratterizzati dalla seguente formula dentaria:

### Aspetto
Il colore della pelliccia varia dal marrone al bruno-rossastro, i giovani sono più grigiastri, mentre le parti inferiori sono più chiare. Le membrane alari, l'uropatagio e le orecchie sono scure. Gli occhi sono piccoli, nascosti quasi completamente nella pelliccia, le orecchie sono molto grandi. Il trago è lungo circa la metà dell'orecchio stesso, è sottile alla base e si allarga fino a raggiungere l'ampiezza massima a circa metà della sua lunghezza, dove è presente un ispessimento ghiandolare, ricoperto di piccoli peli. L'estremità è arrotondata. Il muso ricorda quello dei maiali, leggermente rigonfio intorno alle narici e sul mento. Le narici sono larghe e a forma di mezzaluna, aperte frontalmente. Sono separate da un setto relativamente ampio, che si allarga sopra di esse fino a formare un piccolo cuscinetto. La parte superiore di esso forma una cresta carnosa trasversale. Due solchi superficiali si estendono verso l'alto, partendo dall'angolo superiore di ogni narice, separando in questa maniera la cresta carnosa dalla parte rigonfia situata ai lati del cuscinetto. I rigonfiamenti laterali del muso e del mento sono cosparsi di piccoli peli rigidi. È privo di coda, sebbene siano presenti due vertebre caudali. L'uropatagio è ben sviluppato, mentre è privo del calcar. Dei rigonfiamenti ghiandolari pronunciati sono situati alla base della gola dei maschi. Il pollice è relativamente corto, munito di un artiglio sviluppato. I piedi sono lunghi, sottili e snelli. Il pene è relativamente grande. La superficie alare è estesa, l'estremità alare è allungata, caratteristica di forme in grado di effettuare il volo stazionario, il propatagio è abbastanza ampio. Il secondo dito della mano ha soltanto un rudimentale osso molto corto. Le femmine hanno un paio di mammelle pettorali e un paio pubico, la cui funzionalità è ancora sconosciuta.

## Biologia

### Comportamento
Si rifugia in grotte calcaree, particolarmente nelle camere più interne, in alto formando piccoli gruppi di 10-15 individui, isolati tra loro. Sono presenti due brevi attività predatorie. La prima di circa 18 minuti intorno al tramonto, mentre la seconda di 30 minuti durante l'alba. Tra i due momenti probabilmente entra in uno stato di torpore. Le incursioni iniziano molto prima in estate che in inverno. Durante la caccia, si pone a 2-5 metri dal suolo, distante dalla vegetazione. Non sembra però raccogliere gli insetti tra le foglie come precedentemente osservato, ma le prede vengono catturate direttamente in volo con il muso piuttosto che con le ali o l'uropatagio. Il volo è rapido e fluttuante con molte virate improvvise.

### Alimentazione
Si nutre prevalentemente di ditteri, talvolta di imenotteri e più raramente di psocotteri.

### Riproduzione
Gli accoppiamenti iniziano durante la stagione secca, in aprile avanzato, per proseguire fino a tutto maggio. Le femmine danno alla luce solitamente un piccolo alla volta. Portano con loro i nascituri nei rifugi, mentre li abbandonano temporaneamente quando escono alla ricerca di cibo.

## Distribuzione e habitat
Questa specie è conosciuta soltanto in 35 grotte calcaree nella provincia thailandese di Kanchanaburi e altre 9 nel Myanmar centro-meridionale.
Vive in sistemi di grotte all'interno di foreste sempreverdi secche o decidue, vicino ai fiumi e con distese di cassava o kapok nelle vicinanze dove possono catturare insetti, fino a 500 metri di altitudine. Sembra tollerare il disturbo arrecato dalla presenza umana all'interno delle caverne in cui si rifugia.

## Conservazione
La IUCN Red List, considerato che la popolazione è composta da meno di 10.000 individui e che in considerazione del declino demografico osservato in Thailandia, potrebbe ridursi di circa il 10% nei prossimi 10 anni, classifica C.thonglongyai come specie vulnerabile (VU).
La Società Zoologica di Londra, in base ad alcuni criteri evolutivi e demografici, la considera una delle 100 specie di mammiferi a maggior rischio di estinzione.